# Фредрік Беккен
Фредрік Беккен (норв. Fredrik Bekken, 11 березня 1975) — норвезький академічний веслувальник.
Срібний призер Олімпійських Ігор 2000 року в складі парної двійки, учасник 1996 року.
Бронзовий призер Чемпіонату світу 1999 року в складі парної двійки.